# ويلتيك
ويلتيك هو مؤسسة دولية تقدم خدمات الحلول الروبوتية لصناعة النفط والغاز. الشركة الرائدة هي "Well Tractor" ، وهو جهاز يتم التحكم فيه عن بعد قادر على نقل أدوات التدخل الأخرى وإجراء عمليات على الخطوط السلكية . يتيح Well Tractor للمشغلين تشغيل العمليات على الخطوط السلكية بطول الآبار الأفقية والمنحرفة للغاية. مع القدرة على الوصول إلى نهاية هذه الأنواع الجيدة، تزداد الاحتياطيات القابلة للاسترداد.
تتراوح الخدمات من تسجيلات الآبار والتثقيب إلى الخدمات الميكانيكية مثل سحب / ضبط المقابس ومعالجة الصمامات والتنظيف والطحن وغير ذلك الكثير.
تأسست الشركة في عام 1994 ؛ اليوم، أنشأت الشركة أكثر من 45 مكتبًا حول العالم وتوظف أكثر من 1000 شخص.